# Parlamentní volby v Togu v roce 1985
Parlamentní volby v Togu se konaly dne 24. března 1985. V té době bylo Togo státem jedné strany, kdy jedinou legální stranou v zemi byla Rassemblement du Peuple Togolais (RPT), která také jako jediná kandidovala v těchto volbách. Na rozdíl od předchozích voleb, kdy byla voličům předložen jediná kandidátní listina, v těchto volbách kandidovalo 216 lidí. Oficiální volební účast byla 78,67 %.

## Volební systém
V roce 1985 bylo Togo státem jedné strany a ústava Toga uznávala pouze Rassemblement du Peuple Togolais. Věk pro získání volebního práva byl stanoven na 18 let. Kandidáti museli umět číst a psát, mít čistý trestní rejstřík a dosáhnout věku minimálně 25 let. Poslanecký mandát byl neslučitelný s funkcí ministra, předsedy Nejvyššího soudu a několika dalších veřejných funkcí.
Kandidovat byli oprávněni pouze členové RPT. Byla sestavena jednotná kandidátka ze samotných kandidátů a náhradníků, která musela být předložena ministru vnitra nejméně patnáct dní před volbami, což odpovídalo i délce trvání volební kampaně. Kandidáti museli složit jistinu 50 tisíc franků CFA, která jim byla vrácena, pokud ve svém volebním obvodu získali alespoň 10 % hlasů. Na rozdíl od předchozích voleb, kde měli voliči na výběr buď hlasovat pro celou kandidátku nebo vhodit neplatný hlas, tentokrát si mohli vybrat mezi 216 kandidáty RPT. Voleno bylo 77 poslanců a 22 náhradníků, kteří mohli zaplnit místa uvolněná během funkčního období.

## Volební kampaň
Volební kampaň probíhala od 9. do 22. března 1985 a zaměřovala se zejména na témata jednoty a národní solidarity. Byla narušena několika násilnými střety mezi příznivci soupeřících kandidátů RPT.

## Volební výsledky
Z celkového počtu 77 poslanců bylo zvoleno 73 mužů a 4 ženy. Ve srovnání se složením předchozího zákonodárného sboru byl věkový průměr poslanců nižší. Ustanovující zasedání se konalo 6. května 1985.
| Politická strana                    | Hlasy     | %       | Mandáty |
| ----------------------------------- | --------- | ------- | ------- |
| Rassemblement du Peuple Togolais    | 1 024 533 | 100 %   | 77      |
| Celkem                              | 1 024 533 | 100 %   | 77      |
|                                     |           |         |         |
| Platných hlasů                      | 1 024 533 | 98,80 % |         |
| Neplatných hlasů                    | 12 422    | 1,20 %  |         |
| Celkem hlasů                        | 1 036 955 | 100 %   |         |
| Registrovaných voličů/volební účast | 1 319 439 | 78,67 % |         |